# Alexander Parygin
Alexander Parygin (kasachisch und russisch Александр Владимирович Парыгин; * 25. April 1973 in Alma-Ata) ist ein in der Sowjetunion geborener Sportler, der sowohl für Kasachstan als auch für Australien bei Olympischen Sommerspielen im Modernen Fünfkampf angetreten ist.
Bei den Spielen 1996 in Atlanta wurde er für Kasachstan startend Olympiasieger in der Einzelkonkurrenz. Damit gewann er den ersten olympischen Wettbewerb in dieser Sportart, bei dem alle fünf Disziplinen am gleichen Tag ausgetragen wurden. Acht Jahre später bei den Spielen 2004 in Athen trat er für Australien an und belegte den 27. Platz.
Seine Qualifikation für die Spiele 2008 in Peking, die er im Rahmen der Ozeanienmeisterschaften 2007 in Tokio erreicht hatte, wurde durch den Internationalen Sportgerichtshof aufgehoben. Der Grund war ein Einspruch des britischen Verbandes mit der Begründung, dass die Qualifikation nicht im zulässigen Qualifikationszeitraum während eines regulären internationalen Wettkampfes zustande gekommen wäre. Die Ozeanienmeisterschaften, bei denen Parygin sich qualifiziert hatte, waren aufgrund der Pferdegrippe ohne die Teildisziplin Reiten durchgeführt worden. An seiner Stelle nahm der in der Weltrangliste nächstplatzierte Nick Woodbridge aus Großbritannien an den Spielen teil.